# 620096 Curupira
620096 Curupira è un asteroide near-Earth; ccoperto nel 2016, presenta un'orbita caratterizzata da un semiasse maggiore pari a 1,813076 au e da un'eccentricità di 0,615527, inclinata di 5,148923° rispetto all'eclittica. Ha un periodo di rotazione di 2.93 ore.
L'asteroide è dedicato a Curupira, creatura leggendaria del folclore indigeno brasiliano, il cui scopo principale è proteggere la foresta da cacciatori e bracconieri.